# Policejní hodina

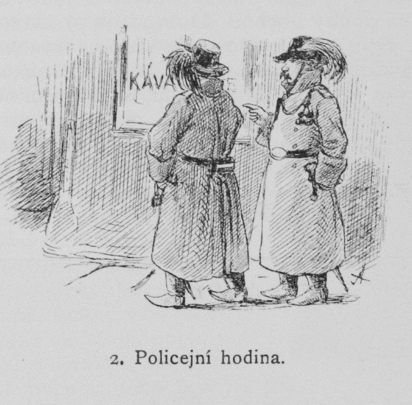
Mikoláš Aleš: Policejní hodina (ze série obrázků Život ve hlavním městě za 24 hodiny, Zlatá Praha 1890)

Policejní hodina byla úředně stanovená hodina, do které musely restaurace a podobná zařízení ukončit svou činnost a zavřít a od které hodiny mohly otevřít. Obvyklá zavírací doba bývala (podle typu provozovny a místa) mezi 22. a 1. hodinou.

## Policejní hodina v historii českých zemí

### Rakouské císařství a Rakousko-Uhersko
Policejní hodina byla stanovována již před jejím zavedením do živnostenského řádu roku 1859. Např. v Hradci Králové byla v roce 1850 c. k. pevnostním velitelstvím určena pro kořaleční výčepy na desátou hodinu večerní a pro hostince na půlnoc. Pokud výčep či hostinec policejní hodinu překročil, byl zapsán do policejního hlášení a byla mu udělena pokuta. Když hostinský nahlásil zvláštní akci, mohl získat výjimku z policejní hodiny a nebyl pokutován.
Právním podkladem se stalo nařízení rakouského ministerstva vnitra a práv z roku 1855 a ustanovení živnostenského řádu z roku 1859.
V Praze stanovovalo policejní hodinu policejní ředitelství a hostinští podávali návrhy na změnu. Od roku 1905 bylo soudně rozhodnuto, že prodlužování policejní hodiny již nebude v pravomoci obcí, ale politických úřadů (to neplatilo pro obce s magistrátním zřízením, tedy pro Prahu). Obcím tak též byl odňat příjem z případných pokut.
Po započetí první světové války byla policejní hodina (s možnými výjimkami) stanovena na půlnoc. Pozdější omezení též souvisela s úsporami nedostatkového uhlí a elektřiny. V jarních měsících proto mohla být policejní hodina prodloužena. Roku 1918 byla v Praze vyhláškou nastavena hodina, kdy se musí zavírat domy na 20. a restaurace na 21.

### Prvorepublikové Československo
Československá republika nahradila starou legislativu předpisy, které stanovovaly policejní hodinu pro jednotlivé typy živnostenských provozoven. V českých zemích mohly jednotlivé okresní správy svými vyhláškami udělovat výjimky. Při zvláštních příležitostech, jako byl masopust, Silvestr či sokolský slet, byla policejní hodina prodlužována.
Roku 1919 byla na Moravě zavedena policejní hodina na 22. hodinu. Roku 1920 byla zavedena na 23. hodinu.

### Protektorát Čechy a Morava
Krátce po omezeních v době vzniku Protektorátu byla policejní hodina prodloužena na 24. hodinu, pro kavárenské živnosti na 1 hodinu.
V souvislosti se zahájením druhé světové války byla policejní hodina od roku 1940 stanovena jednotně pro Německo i pro Protektorát. Oběžníkem říšského vedoucího SS a šéfa německé policie byla určena na 23. hodinu ve městech do 10 000 obyvatel, na 24. hodinu ve větších městech a na 1 hodinu ranní ve velkoměstech. Po atentátu na Heydricha byla v rámci opatření výjimečného civilního stavu určena policejní hodina na 22. hodinu.

### Poválečné Československo
Termín policejní hodina byl užíván i po osvobození, po roce 1945 se však v tisku objevuje jen v souvislosti se zahraničím. Nad dodržováním policejní hodiny bděl Sbor národní bezpečnosti podle vládního nařízení č. 229/1947, jímž se vymezují úkoly národní bezpečnosti. Určování provozních dob však bylo stanovováno jinými předpisy. 

## Česká republika
V České republice není otevírací doba restaurací a jiných pohostinských podniků v zásadě omezována. Rušení nočního klidu je sice postižitelné jako přestupek, provozovatelů restaurací a barů se však netýká, pokud noční klid narušují hosté, kteří podnik opustili. Např. v turistických centrech se jedná o skupiny velmi hlučných skupin turistů, jejichž postižení je obtížné. K problému se vyjádřil i veřejný ochránce práv (ombudsman).
Ústavní soud potvrdil, že obce mají pravomoc stanovit noční zavírací dobu. Pokud provozem hostinské činnosti v nočních hodinách dochází k narušování veřejného pořádku, má obec právo zasáhnout a omezit provozní dobu (nikoliv plošně). Někteří podnikatelé či hosté s omezováním nesouhlasí. V praxi k omezením nočního provozu restaurací a barů dochází jen minimálně, což je příčinou nespokojenosti občanů, protestů a petic.
V rámci nouzového stavu koronavirové situace v České republice platil noční zákaz vycházení od 28. října 2020 do 11. dubna 2021.

## Jiné státy

### Spolková republika Německo
V některých spolkových zemích je od roku 2010 zavedena zavírací hodina od 5 do 6 hodin (hovorově nazývaná hodina pro úklid - Putzstunde. Omezení se liší podle jednotlivých zemí. Podniky na dálnicích, letištích, nádražích a v osobních přístavech jsou z těchto omezení vyjmuty, nesmí tam však být od 0 do 7 hodin podávány alkoholické nápoje.

### Spojené království
Ve Velké Británii byla omezení otevírací doby zrušena v roce 2005, ale jen několik set z 60 000 podniků požádalo o nepřetržitý provoz.

### Švýcarsko
Stanovit policejní hodinu je ve Švýcarsku v pravomoci kantonů. Většina z nich toto omezení znovu zavedla (např. kanton Basilej-město v roce 2005) v zájmu zachování nočního klidu.

### Rakousko
V Rakousku se otevírací doba reguluje na úrovni jednotlivých spolkových zemí. Rozlišují se kavárny a restaurace a jiné podniky, jako jsou bary a diskotéky.

## Zajímavosti z historie policejní hodiny
- Policejní hodina v předválečné Belgii byla zrušena v roce 1929.[21]
- Roku 1931 pražští hostinští žádali, aby se policejní hodina snížila z 24. hodiny na 23. hodinu.[22]
- Jako zajímavost přinesl náš tisk v roce 1932 zprávu, že policejní hodina stanovená Anglii v neděli na půlnoc bude toho roku kolidovat se Silvestrem a že ministerstvo vnitra je zahlcováno peticemi na její prodloužení.[23]
- Nepokoje vyvolané nacisty v roce 1934 přinutily úřady v Bad Ischlu zkrátit policejní hodinu a zakázat vycházení mladistvých do 18 let po 20. hodině.[24]